# Jan Quintus Zwart
Jan Quintus Zwart (Emmen, 1957) is een Nederlands organist en dirigent.

## Levensloop
Zwart werd geboren in Emmen en groeide op in een protestants gezin. Hij wilde naar het conservatorium maar werd daar afgewezen. Hierop besloot hij een muziekstudie te volgen in Zwolle. Hij ging in 1977 lp's produceren onder de naam "JQZ
Producties" en bracht daarbij ook enkele platen uit. In 1983 werd hij benoemd tot dirigent van de christelijke zangvereniging "Looft den Heer" in Notter. Ook begeleidde hij kerkkoren in de plaatsen Urk, Ede, Staphorst en Zaandam en bracht hij cd's uit. Daarnaast was hij jaren lang werkzaam voor de EO. Als organist maakte hij concertreizen naar de Verenigde Staten, Canada, Zuid-Afrika, Israël en een groot aantal Europese landen. In 1991 en 2004 bracht hij de bundel Johannes de Heer uit en van 2007 tot 2014 was hij presentator bij de christelijke radiozender Groot Nieuws Radio. Hij werd in 2009 benoemd tot Ridder in de orde van Oranje Nassau.

### Privé
Jan Quintus Zwart is een zoon van organist Willem Hendrik Zwart en kleinzoon van organist en componist Jan Zwart. Hij heeft samen met zijn vrouw drie kinderen.

## Discografie
- (1979)  Nabij U is het woord
- (1993) Ja, ik geloof
- (1994) In het Nieuw Jeruzalem
- (1998) Maranatha
- (2001) Now thanks we all our God